# Văn hóa dân gian Séc

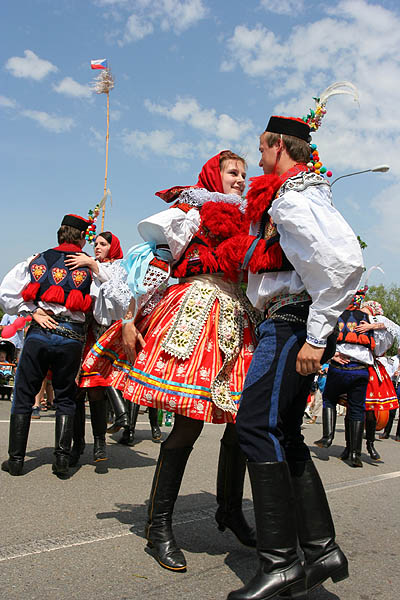
Trong hình là bộ trang phục dân gian kroje tại Vlčnov, Moravia, trong một hội thi văn hóa dân gian.

Văn hóa dân gian Séc và truyền thống dân gian phát triển trong cộng đồng người Séc qua nhiều thế kỉ. Văn hóa dân gian Séc chịu ảnh hưởng từ sự kết hợp giữa các phong tục của đạo cơ đốc và đạo pagan. Ngày nay nền văn hóa Séc dược bảo tồn và gìn giữ bởi nhiều nhóm gắn kết dân gian khác nhau ở mọi lứa tuổi, từ trẻ nhỏ đến người giá, thể hiện tài năng của họ trong các cuộc thi, lễ hội văn hóa dân gian hoặc các màn trình diễn khác.
Cộng hòa Séc được chia làm nhiều khu vực dân tộc. Mỗi vùng lại có những nét truyền thống dân gian đặc biệt, các bài hát, trang phục chuyên ngành thủ công khác nhau. Vì thế, văn hóa dân gian Séc đem đến một nguồn giải trí đa dạng.

## Âm nhạc và điệu nhảy
Âm nhạc đóng vai trò quan trọng trong cuộc sống của người dân thường hoặc nông dân ở Cộng hòa Séc. Âm nhạc vừa là phương tiện thể hiện vừa là nơi trút ra những cảm xúc của họ. Âm nhạc thay đổi không chỉ theo nguồn gốc của vùng miền mà còn theo mục đích sử dụng nó. Vì thế mà có vô số các bài hát dân gian mang màu sắc riêng biệt
Âm nhạc thường là lời giải cho các vấn đề đời thường và được thể hiện qua hình thức truyền miệng. Từ thế kỉ 19 trở đi âm nhạc đã được các nhà dân tộc học ghi chép lại. Những lễ kỷ niệm truyền thống như đón xuân, mùa màng bội thu vẫn hiện hiễu trong các dịp lễ truyền thống cùng các bài hát. Những đề tài sống động hơn được sử dụng riêng trong các lễ kỷ niệm, đám cưới hoặc tiệc tùng. Các đám tang và những dịp lễ tang cũng có những giai điệu và bài hát riêng.
Các bài hát và đặc biệt là các điệu múa thường liên quan đến quá trình nhập ngũ của các thanh niên thiếu niên Séc vào quân đội; chúng có tên gọi là "verbuňk" ở một số vùng miền. Những đợt nhập ngũ thường xảy ra trong thời chiến và những bài hát này có một vị trí đặc biệt trong nền âm nhạc dân gian Séc. Chúng được UNESCO liệt vào danh sách Di sản văn hóa phi vật thể của nhân loại.
Có một số loại nhạc cụ gắn liền với âm nhạc dân gian của Séc, giúp tăng thêm màu sắc âm thanh đặc trưng của nền âm nhạc nơi đây – violin và đại hồ cầm; các nhạc riêng biệt của Bohemia và Moravia như kèn túi (bock), đàn gõ dulcimer, ống tiêu của người chăn cừu và kèn trumpet. Tất cả đống nhạc cụ ấy vẫn còn được sử dụng ngày nay bởi các nhóm dân gian trong những buổi trình diễn của họ. Điệu polka có nguồn gốc từ Bohemia và vẫn là một phần không thể thiếu trong nét truyền thống văn hóa dân gian, đặc biệt là ở miền Tây của đất nước. Kể từ thế kỉ 19 điệu nhảy này phổ cập từ Bohemia tới nhiều nước châu Âu láng giềng cũng như ở nước ngoài.